# Fiodor Abramow (generał)
Fiodor Fiodorowicz Abramow, ros. Фёдор Фёдорович Абрамов (ur. 23 grudnia 1869?/4 stycznia 1870 w stanicy Mitiakinskaja w Obwodzie Wojska Dońskiego, zm. 8/9 marca 1963 w Lakewood koło Nowego Jorku) – rosyjski wojskowy (generał porucznik, emigracyjny działacz antykomunistyczny, członek Komitetu Wyzwolenia Narodów Rosji pod koniec II wojny światowej.

## Życiorys
Ukończył Piotrowski Korpus Kadetów w Połtawie, 3 Aleksandryjską Szkołę Wojskową, a w 1891 Nikołajewską Szkołę Inżynieryjną. Służył w baterii artylerii lejbwardii Kozaków dońskich. W 1898 r. ukończył Nikołajewską Akademię Sztabu Generalnego, po czym dostał przydział do sztabu 1 Dywizji Kawalerii Kozaków Dońskich jako starszy adiutant. Następnie przeszedł kurs oficerskiej szkoły kawaleryjskiej z przydziałem do 43 twerskiego pułku dragonów jako dowódca szwadronu. Od 1902 r. był sztabsoficerem w stopniu podpułkownika przy sztabie VI Korpusu Armijnego, a później starszym adiutantem w sztabie Warszawskiego Okręgu Wojskowego. 
Brał udział w latach 1904–1905 w wojnie rosyjsko-japońskiej. W 1906 r. został w stopniu pułkownika dowódcą 55 finlandzkiego pułku dragonów. Od 1907 r. był szefem sztabu 13 Dywizji Kawalerii, a od 1912 r. – dowódcą sankt-petersburskiego pułku ułańskiego. Od 1914 r. w stopniu generała majora sprawował funkcję komendanta Twerskiej Szkoły Kawalerii. 
Od stycznia 1915 uczestniczył w I wojnie światowej kolejno jako generalny kwatermistrz w sztabie 12 Armii, dowódca brygady 14 Dywizji Kawalerii Kozaków Dońskich, a następnie 15 Dywizji Kawalerii, szef sztabu Wojska Dońskiego. Po zwycięstwie rewolucji lutowej 1917 r. otrzymał od nowych władz dowództwo 5 Dywizji Kawalerii Kozaków Dońskich. Jednakże komitet żołnierski nie zaakceptował go, w związku z czym został dowódcą 2 Turkiestańskiej Dywizji Kawalerii. W styczniu 1918 r. przybył do Nowoczerkaska, przyłączając się do kozackich wojsk białych atamana Wojska Dońskiego gen. Aleksieja M. Kaledina. Został dowódcą 1 Dywizji Kawalerii Kozaków Dońskich, a następnie w stopniu generała porucznika Dońskiego Korpusu Kawalerii. Odrzucił atak wojsk bolszewickich na Nowoczerkask. Od listopada 1919 był inspektorem kawalerii Wojska Dońskiego. W kwietniu 1920 zorganizował na Krymie korpus kawalerii Kozaków dońskich, stając na jego czele. 
Po ewakuacji wojsk gen. Piotra N. Wrangla pod koniec 1920 r. do Gallipoli, przebywał na wyspie Lemnos. W 1921 r. zamieszkał w Bułgarii. Wstąpił do miejscowego oddziału Rosyjskiego Związku Ogólnowojskowego (ROWS). W latach 1923–1924 był przedstawicielem ROWS w Serbii. Po 1930 r. sprawował funkcję I zastępcy przewodniczącego ROWS. Wkrótce odszedł z tego stanowiska, po oskarżeniu jego syna, że jest sowieckim szpiegiem. W 1937 r. został przewodniczącym ROWS, pełniąc tę funkcję do marca 1938 r. 
W okresie II wojny światowej podjął współpracę z Niemcami. Wspierał rosyjski ruch wyzwoleńczy gen. Andrieja Własowa. Pomagał przy formowaniu kozackich oddziałów wojskowych w służbie armii niemieckiej. Pod koniec 1944 r. wszedł w skład Komitetu Wyzwolenia Narodów Rosji, podpisując Praski Manifest KONR. Po zakończeniu wojny wyjechał do USA, gdzie w nocy z 8 na 9 marca 1963 r. zmarł w wyniku potrącenia przez samochód.

## Odznaczenia
- Order Świętego Włodzimierza III klasy (dwukrotnie, 1910 i 1911)
- Order Świętego Włodzimierza IV klasy z Mieczami i Kokardą (1906)
- Order Świętej Anny I klasy (dwukrotnie)
- Order Świętej Anny II klasy
- Order Świętego Stanisława I klasy (dwukrotnie)
- Order Świętego Stanisława II klasy (1903)
- Krzyż Jerzego
- Złota Odznaka „Za Waleczność” (1906)